# اصطياد الوومبس
اصطياد الوومبس هي لعبة مغامرات نصية طورها جريجوري يوب في عام 1973، وفي اللعبة يمر اللاعب في سعيه إلى اصطياد وحش الوومبس عبر سلسلة من الكهوف المتصلة ببعض والمرتبة على شكل قمم مجسم ذا اثني عشر سطحاً، وعليه أن يتجنب في لعبة الأدوار هذه حفراً عديمة القاع مهلكة و«خفافيش خارقة» تنقلهم من مكان إلى آخر داخل الكهف، وهدفهم هو قتل الوومبس عن طريق إطلاق أحد «أسهمهم المعوجة» عبر الكهوف.

## نبذة
يعزى سبب تطوير يوب لهذه اللعبة إلى انزعاجه من كثرة ألعاب الغميضة المصممة داخل كهوف بنمط شبكي، وبيعت اللعبة وإصدارات مختلفة منها عن طريق الطلب البريدي من قبل يوب والشركة العامة للحاسوب ((PPC) People's Computer Company). ونشرت الشفرة المصدرية للعبة في مجلة الحوسبة الإبداعية (Creative Computing) في عام 1975 ونشرت مجدداً في كتاب «أبرز منشورات الحوسبة الإبداعية» (The Best of Creative Computing) في العام التالي.
وأطلقت اللعبة العديد من الإصدارات المختلفة والموسعة وأدرجت في أنظمة عدة منها نظام الحاسوب المنزلي تي آي-99\4 أي، وقيل أنها مثال بدائي للنوع رعب البقاء، وأدرجت في قائمة مجلة تايم لأفضل 100 لعبة فيديو على الإطلاق، وظهر الوحش وومبس بهيئات عدة في وسائل الإعلام منذ 1973 من بينها ألعاب فيديو أخرى وقصة قصيرة وبطاقات لعبة ماجيك: ذا جاذرنج.

## أسلوب اللعب

أسلوب لعبة "اصطد الوومبس" مظهرا التحرك والرماية.

اصطياد الوومبس هي لعبة مغامرات نصية مصممة داخل سلسلة من الكهوف المتصلة بأنفاق، ويقطن في أحد هذه الكهوف كائن «الوومبس» الذي يسعى اللاعب إلى قتله، بالإضافة إلى أن اثنان من هذه الكهوف تحتوي على حفراً لا قاع لها بينما يحتوي اثنان آخران على «خفافيش خارقة» تحمل اللاعب وتنقله إلى كهف عشوائي. ويعتمد أسلوب اللعبة على الأدوار فكل كهف مرقم من قبل اللعبة ويبدأ كل دور بإخبار اللاعب عن الكهف الذي يتواجد فيه والكهوف المتصلة به عن طريق الأنفاق، وبعدئذ يختار اللاعب إما التحرك إلى أحد تلك الكهوف المتصلة أو إطلاق أحد «أسهمه المعوجة» الخمسة ويعزى سبب التسمية إلى قدرتها على تغيير مسارها أثناء انطلاقها، وكل كهف متصل بثلاثة آخرين ويمثل النظام بأكمله مجسماً ذا اثني عشر سطحاً.

ترقيم الكهوف في لعبة "اصطد الوومبس"

ونظراً لعتمة الكهوف فإن اللاعب لا يستطيع رؤية الكهوف المجاورة، ولهذا تخبره اللعبة حال تحركه نحو كهف خال جديد فيما إذا كان باستطاعته أن يشم الوومبس أو يسمع خفاشاً أو يستشعر الهواء المنبعث من حفرة في أحد الكهوف المتصلة، وتنتهي اللعبة عند دخول كهف به حفرة نظراً لسقوط اللاعب فيها بينما دخول كهف يقطن فيه الوومبس يثير مضجعه فإما أن يتحرك الوومبس نحو كهف آخر أو يبقى ليقضي على اللاعب، وإن اختار اللاعب أن يطلق سهماً فعليه أولا أن يحدد عدد الكهوف التي سينطلق السهم عبرها ولكن بحد أقصاه خمسة كهوف ومن ثم دخول الكهوف التي عبر السهم من خلالها، فإن دخل رقم كهف غير متصل بمكان السهم فإن اللعبة تختار خياراً صحيحاً عشوائياً. ويخسر اللاعب إذا أصابه السهم أثناء انطلاقه ويفوز إذا أصاب السهم الوومبس، وأما إذا لم يصب السهم شيئاً فإن هذا من شأنه أن يثير مضجع الوومبس وقد يتحرك نحو كهف آخر، وعلى عكس اللاعب فالوومبس معصوم من الخفافيش الخارقة أو الحفر، ويخسر اللاعب إذا انتقل الوومبس إلى مكانه.

## التطوير

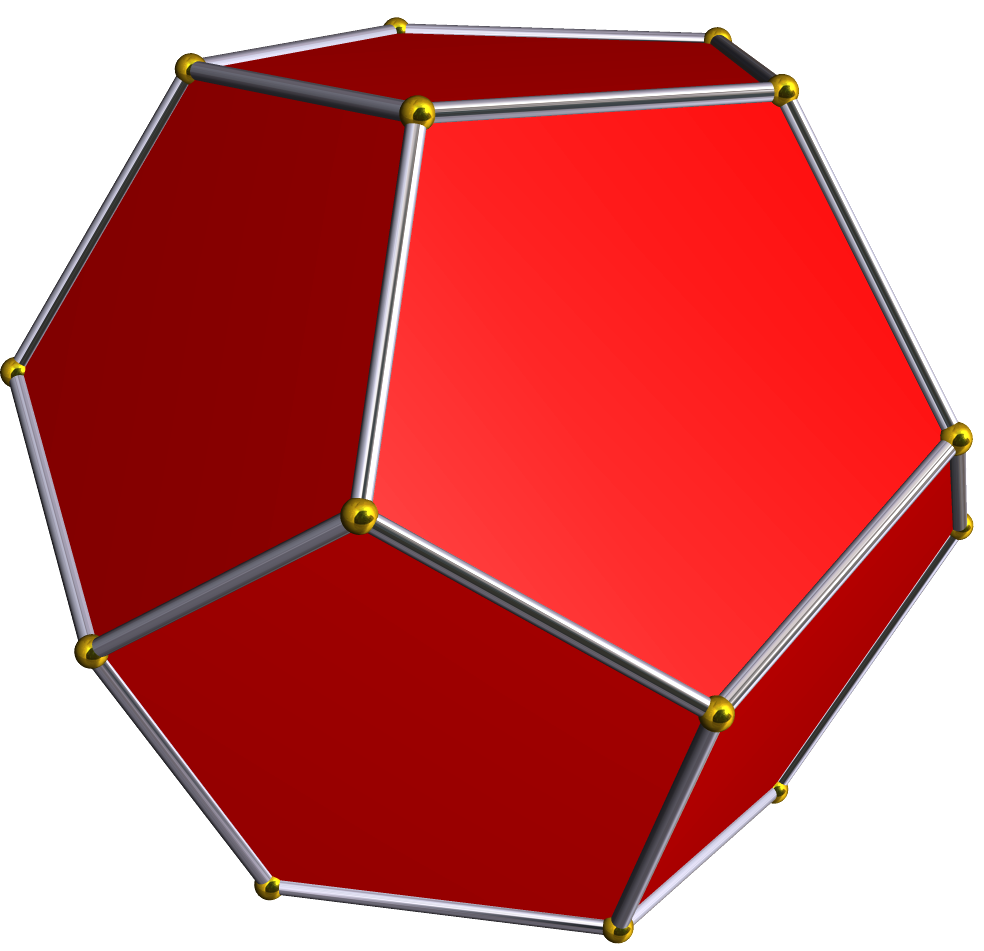
رتبت اللعبة الأصل "اصطد الوومبس" الكهوف على شكل قمم مجسم ذا اثني عشر سطحاً

كان جريجوري يوب يطلع عام 1973 على بعض الألعاب التي نشرتها بي سي سي وسأم من تعدد الألعاب التي تجعل اللاعب يلعب الغميضة في شبكة عشرية بما في ذلك لعبتي هوركل (Hurkle) ومك وومب (Mugwump)، وتملك يوب الإلهام لصنع لعبة ذات نمط غير شبكي يتحرك اللاعب فيه عن طريق نقاط متصلة من خلال نوع آخر من الطوبولوجيا، وفكر يوب بالإسم «اصطد الوومبس» في تلك الظهيرة وقرر حينها أن اللاعب سيتحرك عبر غرف مرتبة بنمط غير شبكي مع وجود وحش يسمى الوومبس في إحداهن. ويعزى سبب اختيار يوب لمجسم الإثني عشر سطحاً إلى كونه المجسم الأفلاطوني المفضل لديه ولأنه صنع ذات مرة طائرة ورقية شبيهة به، وعندئذ أضاف يوب الأسهم التي يمكن إطلاقها بين الغرف مطلقاً عليها مصطلح «السهم المعوج» لحاجته لتغيير مساره لتخطي كهوف عدة وقرر أن اللاعب يمكنه أن يستشعر الكهوف المجاورة عن طريق الشم فقط نظراً لأن الضوء سيوقظ الوومبس، وأضاف بعد ذلك الحفر عديمة القاع وأضاف بعد أيام الخفافيش الخارقة، وختاماً أنشأ خريطة الكهوف ورقم جميع الكهوف لشعوره بحاجة اللاعب لإنشاء خريطة، ولكن صرح يوب لاحقا بأن معظم اللاعبين، على حسب علمه، لم ينشؤوا خرائط لنظام الكهف ولم يتبعوا استراتيجيته المتوقعة للتحرك الحذر حول النظام لتحديد مكان الوومبس بالضبط قبل إطلاق سهم، وبينما كان يوب يجرب اللعبة تملكه الضجر من بقاء الوومبس الدائم في مكان وحد لذلك جعله قادراً على التحرك، ومن ثم أرسل نسخة من اللعبة مكتوبة بلغة البيسيك إلى بي سي سي.
وفي مايو عام 1973 أي بعد شهر من انتهائه من برمجة اللعبة ذهب يوب إلى مؤتمر في جامعة ستانفورد واكتشف أن في قسم المؤتمر الذي أعدت فيه بي سي سي طرفية حاسوب كان عدداً من اللاعبين منهمكاً في لعبة الوومبس مما قاد يوب إلى الإعتقاد بأن لعبته نجحت، وذكرت بي سي سي اللعبة لأول مرة في نشرتها الإعلامية في سبتمبر عام 1973 «كلعبة كهفية» ستكون متوفرة للطلب عن طريقهم قريباً، ووصفتها بصفحتين كاملتين في إصدارها التالي في نوفمبر عام 1973، وقد بيعت أشرطة فيديو للوومبس عن طريق الطلب البريدي من قبل كل من بي سي سي ويوب نفسه، وقد أعيد نشر الوصف والشفرة المصدرية في كتاب شركة بي سي سي ما العمل بعد العودة؟ (?What to Do After You Hit Return) في عام 1977، بينما نشر وصف اللعبة وشفرتها المصدرية في مجلة الحوسبة الإبداعية في إصدارها في أكتوبر عام 1975 ونشر مجدداً في كتاب أبرز منشورات الحوسبة الإبداعية في العام التالي، وظهر أيضاً في كتب أخرى لألعاب بيسيك مثل برامج الحاسوب (Computer Programs) في البيسيك عام 1981.

## الموروث
أنشئت ووزعت عدة إصدارات للعبة اصطد الوومبس بعد إطلاقها، وبدأ يوب بإنشاء الوومبس 2 والوومبس 3 بعد الانتهاء من اللعبة الأصل مباشرة، وأضاف في الوومبس 2 ترتيبات مختلفة للكهوف وفي الوومبس 3 مخاطر إضافية. ونشرت الشفرة المصدرية للوومبس 2 في مجلة الحوسبة الإبداعية وأعيد نشرها في كتاب أبرز منشورات الحوسبة الإبداعية 2 (1977) بجانب وصف للوومبس 3، وأعلنت بي سي سي في نفس إصدار الصحيفة في نوفمبر عام 1973 أثناء مناقشتها للعبة الأصل عن أن إصدار لهم بعنوان الوومبس الخارق سيكون متوفراً قريباً ووضعته في دليل الطلب في إصدارها لشهر يناير عام 1974، ونشر كتاب بعنوان الوومبس الخارق (SuperWumpus) لمؤلفه جاك إميركس عام 1978 محتوياً على الشفر المصدرية لكل من بيسيك وإصدارات لغة التجميع لإصداره غير المرتبط بلعبة اصطد الوومبس.
وبالإضافة إلى ألعاب بيسيك الأصلية قد أنشئت إصدارات للعبة اصطد الوومبس لأنظمة أخرى عدة، وكان يوب قد رأى وسمع عام 1975 عن إصدارات في لغات برمجة عدة منها IBM RPG  وفورتران، وأطلق في عام 1974 إصدار بلغة البرمجة سي التي كتبها كين تومسن، مخترع نظام التشغيل يونكس، في نوفمبر عام 1973، ويمكن إيجاد إصدار سي أكثر حداثة في حزمة bsdgames على نظامي التشغيل لينكس وبي إس دي.  وأطلق إصدار للحاسبة الآلية أيتش بي-41 سي- في عام 1981، ونشرت شركة تكساس إنسترومنتس ميناءً تجارياً للحاسوب المنزلي تي آي-99\4 أي في عام 1980 برسومات وكهوف على شكل دائري بنمط شبكي بدلاً عن المجسم ذا الإثني عشر سطحاً.
والجدير بالذكر أنه قيل أن لعبة اصطد الوومبس هي مثال بدائي للنوع رعب البقاء؛ ويؤيد ذلك كتاب مصاصي الدماء والزومبيين (Vampires and Zombies)، بينما تشير الورقة البحثية «الأحلام المؤرقة في سايلنت هيل» (Restless dreams in Silent Hill) إلى أنه «إذا ما نظرنا إلى الأمر من الناحية التاريخية فإن جذور النوع تتأصل في لعبة اصطد الوومبس». ولكن تشير مصادر أخرى ككتاب عالم ألعاب الفيديو المرعبة (The World of Scary Video Games) إلى أن اللعبة تفتقد إلى عناصر لعبة «الرعب» فاللاعب هو من يصطاد الوومبس وليس العكس، ولا يتعمد شيء في اللعبة إخافة اللاعب مما يجعلها أقرب ما تكون إلى كونها لعبة مغامرات أو ألغاز، وقال كيفن كوجر الناشر على موقع 1Up.com أنه سواء كانت الوومبس لعبة مغامرات أم لا «فإنها استحدثت عدة مفاهيم من شأنها أن تميز نوع المغامرة»، كتقديم اللعبة من منظور اللاعب أو الشخصية وتصميم خريطة بنمط غير شبكي، وأدرجت لعبة اصطد الوومبس في قائمة مجلة تايم لأفضل 100 لعبة فيديو على الإطلاق، وظهر الوحش وومبس بهيئات عدة في وسائل الإعلام بما في ذلك بطاقة «الوومبس المطارد» في لعبة ماجيك: ذا جاذرنج، ولعبة M.U.L.E. في عام 1983، وقصة كوري دكتورو القصيرة ما أروع الغد (The Great Big Beautiful Tomorrow)، ويستخدم الكتاب التعليمي الذكاء الاصطناعي: مقاربة حديثة بطبعاته المنشورة منذ عام 1995 إصداراً لهذه اللعبة كأحد الأمثلة.

## روابط خارجية
- Playable versions of Hunt the Wumpus and Hunt the Wumpus 2 as published by Creative Computing (1977) can be found at the أرشيف الإنترنت
- Game manual for the TI-99/4A version of Hunt the Wumpus